# Mlaștina Hergheliei
Mlaștina Hergheliei, zisă de necunoscătorii numelui și „balta Mangalia” sau „balta Saturn” este o arie protejată de interes național ce corespunde categoriei a IV-a IUCN (rezervație naturală de tip mixt), situată în județul Constanța, pe teritoriul administrativ al orașului Mangalia.

## Localizare
Aria naturală se află în partea sudică a Dobrogei, în sud-estul județului Constanța, în zona Comorova, pe teritoriul nord-estic al orașului Mangalia, în partea nordică a stațiunii „Saturn” și cea sud-vestică a stațiunii „Venus”, lângă drumul național DN39 care leagă municipiul Mangalia de orașul Eforie

## Descriere
Rezervația naturală  a fost declarată arie protejată prin Hotărârea  de Guvern Nr.2151 din 30 noiembrie 2004, publicată în Monitorul Oficial al României, Nr.38 din 12 ianuarie 2005 (privind instituirea regimului de arie protejată pentru noi zone) și se întinde pe o suprafață de 98 hectare.

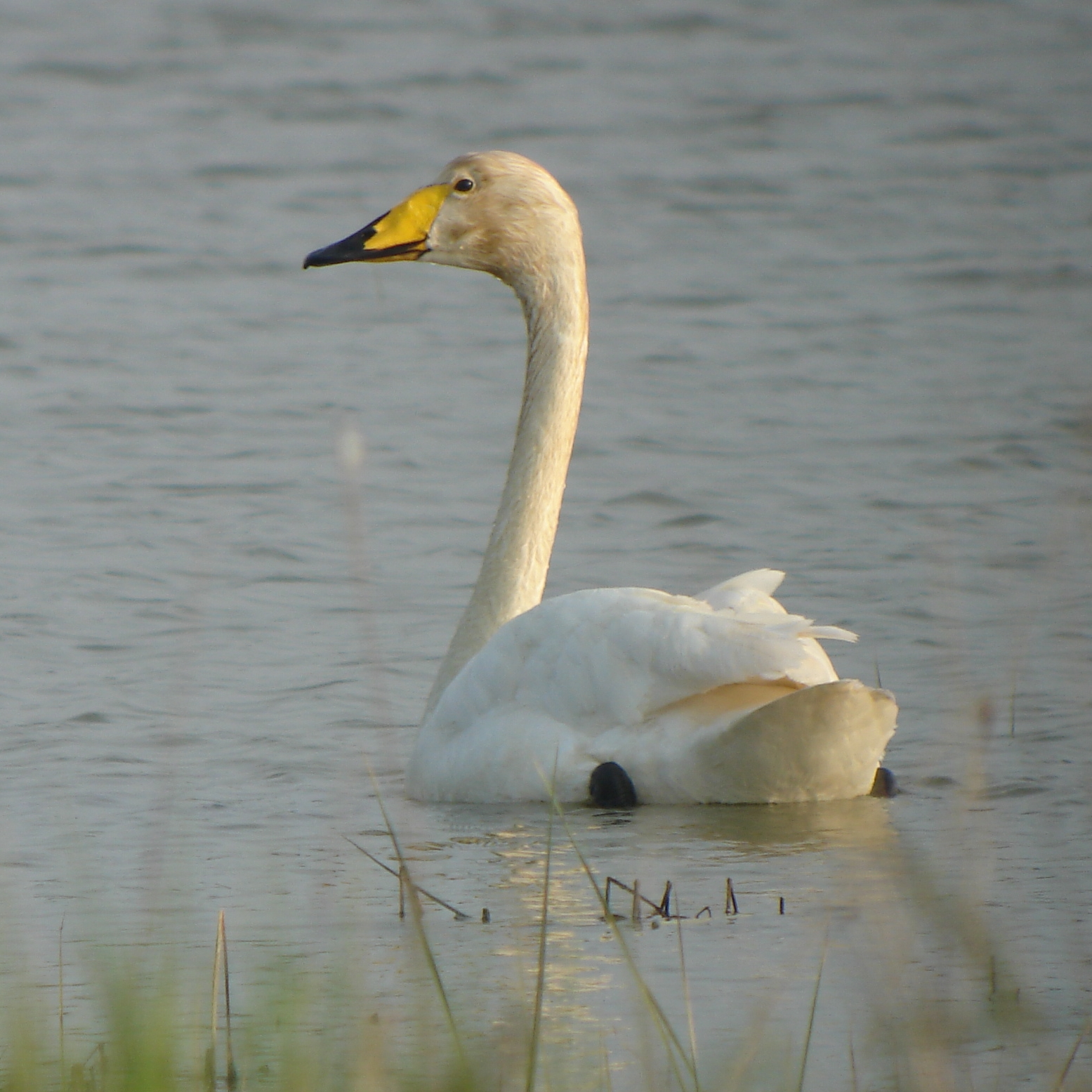
Lebădă de iarnă (Cygnus cygnus)

Aria naturală reprezintă o zonă umedă (ochiuri de apă, mlaștini eutrofe, turbării, izvoare sulfuroase, stuf și păpuriș) din Podișul Dobrogean ce adăpostește o gamă variată de floră (cu specii halofile, higrofile, mezohigrofile) și asigură condiții de găzduire, hrană și cuibărit pentru mai multe specii de păsări. Aria naturală se suprapune sitului Natura 2000 - Mlaștina Hergeliei - Obanul Mare și Peștera Movilei.
Aria naturală are o importanță mare datorită prezenței în arealul său a mai multor specii de păsări migratoare: lebădă de iarnă (Cygnus cygnus), barză albă (Ciconia ciconia), egretă mică (Egretta garzetta), egretă albă (Egretta alba), chiră neagră (Chlidonias niger), ciocântors (Recurvirostra avosetta), gârliță mare (Anser albifrons), gâsca cu piept roșu (Branta ruficollis), prundaș de sărătură (Charadrius alexandrinus), piciorongul (Himantopus himantopus), bătăuș (Philomachus pugnax), chiră de baltă (Sterna hirundo), ferestraș mic (Mergus albellus), stârcul purpuriu (Ardea purpurea) și rața roșie (Aythya nyroca), pelicanul comun (Pelecanus onocrotalus), țigănușul (Plegadis falcinellus).